# Зуев, Василий Иванович (художник)
Васи́лий Ива́нович Зу́ев (30 марта 1870, Кременки, Самарская губерния — 1941, Чердаклы, Куйбышевская область) — русский художник-миниатюрист, один из виднейших художников ювелирной фирмы Фаберже, расписчик миниатюр для нескольких знаменитых яиц, а также автор множества отдельных миниатюр.

## Биография
Происходил из мещан города Симбирска, постоянно проживающих в с. Кременки Ставропольского уезда Самарской губернии.
В 1895 году окончил центральное училище технического рисования барона Штиглица. Год обучался в Академии художеств. Работал преподавателем рисования в Императорском лицее.
В декабре 1903 года миниатюрный портрет императрицы работы Зуева был замечен на одной из выставок Николаем II, который велел разыскать автора работы. После смерти придворного портретиста, Василий Зуев, победив в проводившемся конкурсе на занятие должности, стал миниатюристом дома Романовых. Выполнил для него более 150 различных миниатюр.
В 1904 году начал сотрудничество с Петербургским отделением ювелирной фирмы Фаберже, став основным исполнителем миниатюр на слоновой кости. В основном писал портреты, в том числе украшавшие несколько императорских яиц, изготовленных Фаберже. Точное число работ Зуева неизвестно, оценивается приблизительно в 160. Заслужил неофициальное звание «придворного миниатюриста».
Помощник ювелира Хенрика Вигстрёма гравёр Андрей Плотницкий рассказывал, что после того как Зуев заявил, что свет в Санкт-Петербурге не соответствует его работе, Карл Фаберже построил для него студию в Крыму, где Зуев и работал, приезжая в Санкт-Петербург только чтобы доставить выполненную работу и получить новые заказы.
Был холост. В Санкт-Петербурге проживал в доходном доме на Фурштатской, 20, позднее в кооперативном доме на улице Знаменской, 55 в шестикомнатной квартире. Был достаточно обеспечен — одна миниатюра стоила 150 рублей, а в месяц Зуев получал 750 рублей (для сравнения жалование министра было 1000 рублей).
После революции 1917 года выехал на родину, проживал в Чердаклах, оставив квартиру художнику Якобсону, вероятно рассчитывая позднее вернуться.
На родине он продолжал писать миниатюры: в ульяновском художественном музее имеется миниатюра Зуева «Портрет госпожи Гребенщиковой», датированная 1922 годом, и выполненная на слоновой кости.
В 1931 году был арестован по обвинению в шпионаже (статья 58-10 УК РСФСР), с 25 августа 1931 по 5 января 1932 года содержался под стражей, после чего был освобождён в связи с прекращением дела.
Дальнейшие сведения о жизни художника неизвестны. По некоторым данным скончался в 1941 году.

## Известные работы

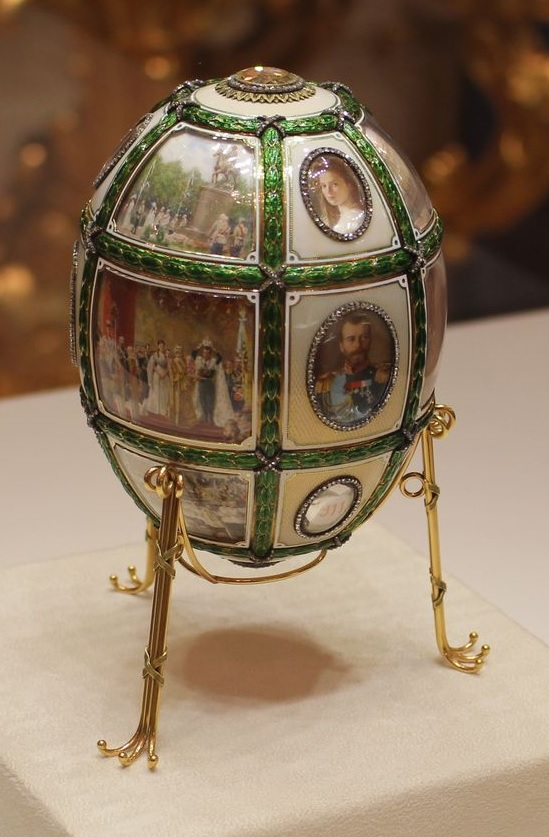
Яйцо «15 годовщина царствования»
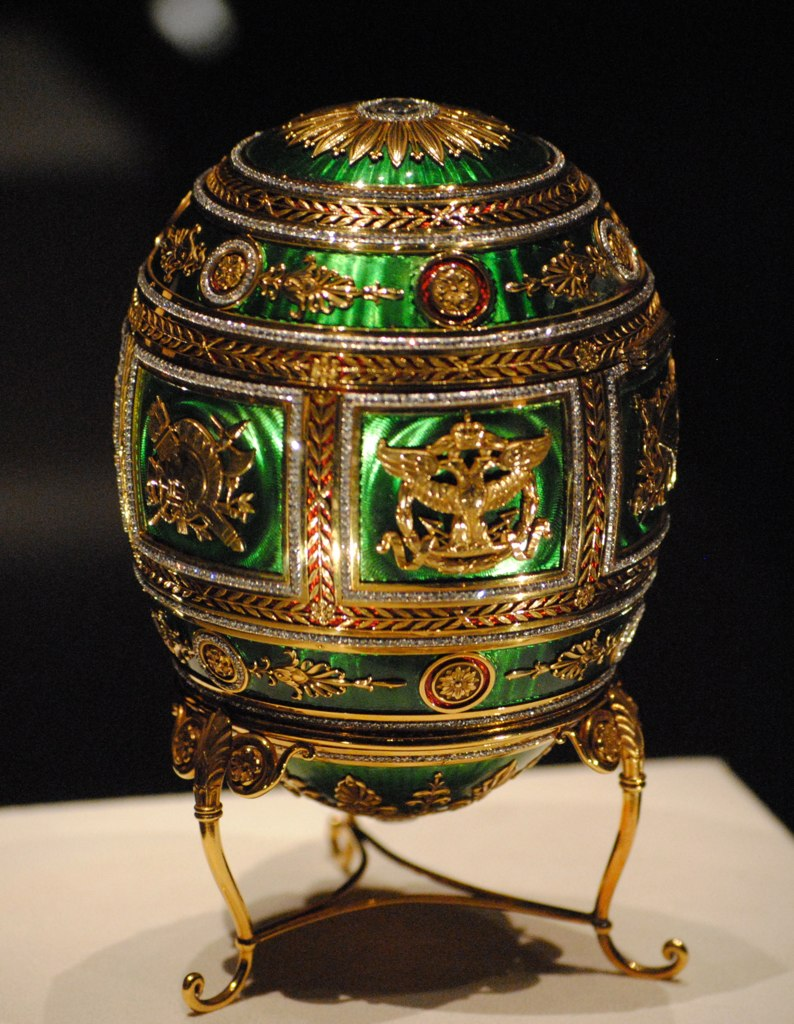
Яйцо «Наполеоновское»
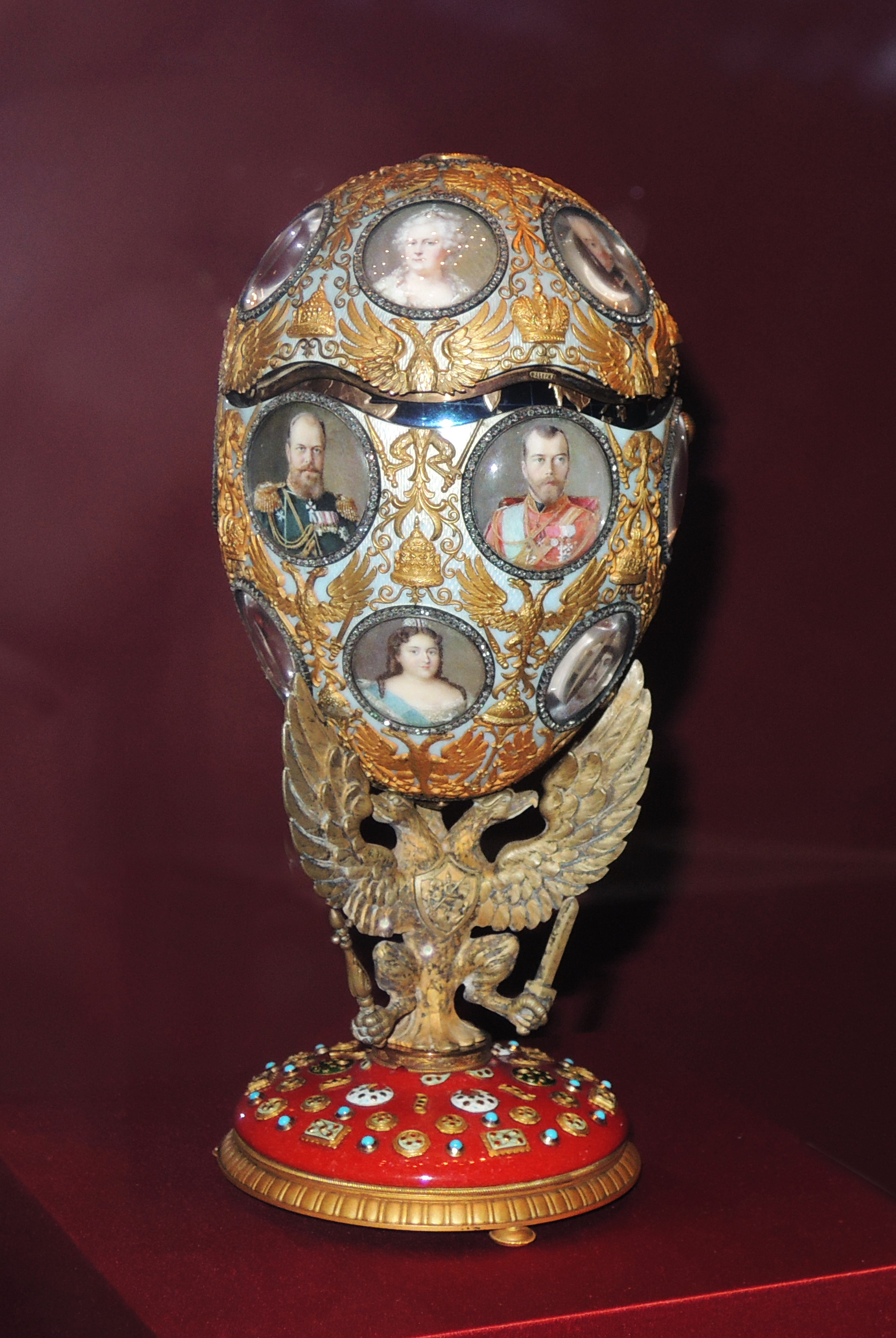
Яйцо «300-летие дома Романовых»
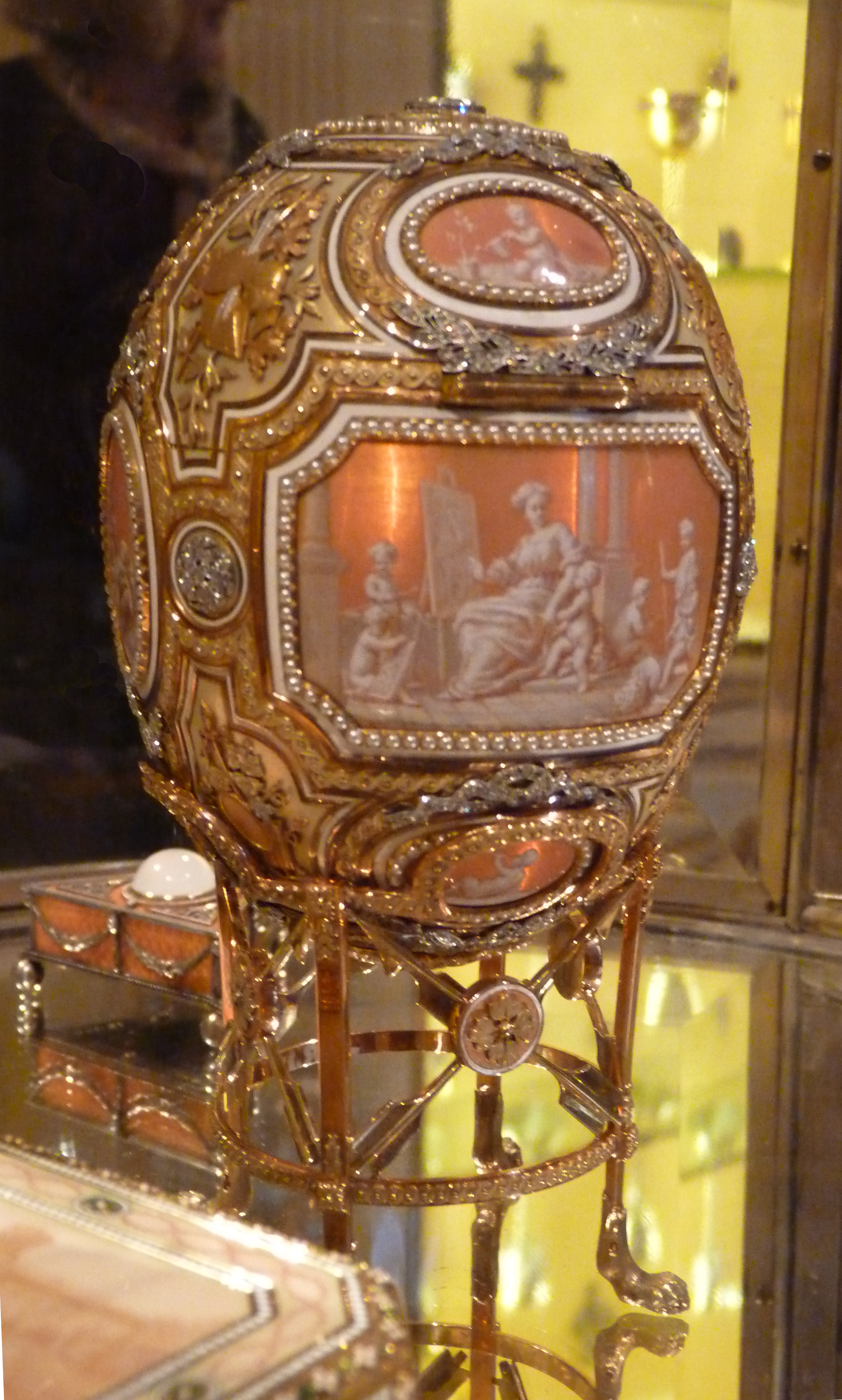
Яйцо «Екатерина Великая»
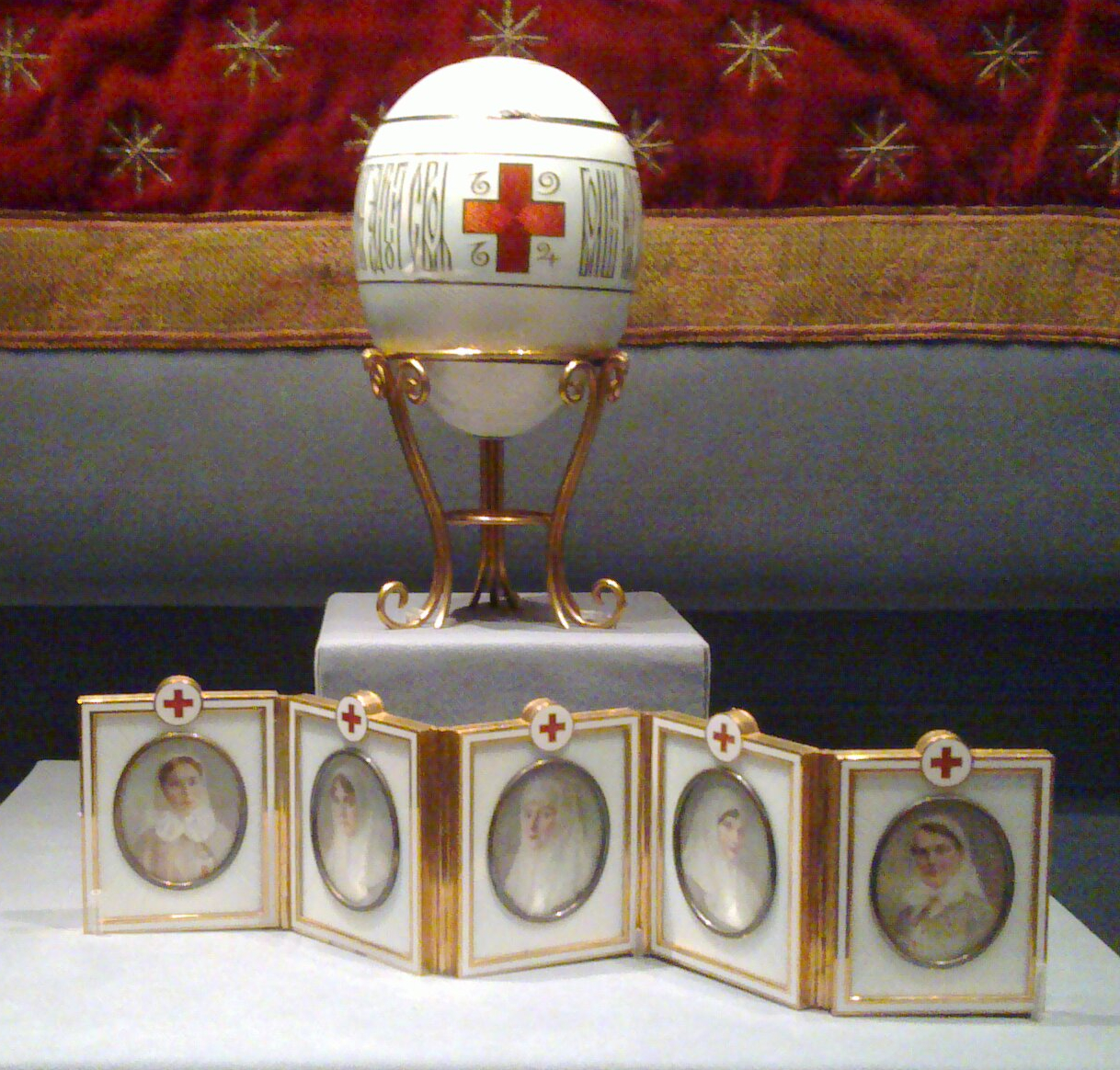
Яйцо «Красный крест» с портретами

- Яйцо Пятнадцатая годовщина царствования — Василий Зуев выполнил шестнадцать миниатюр. Семь овальных миниатюр были изготовлены в виде портретов семьи императора в алмазных рамах. На остальных девяти миниатюрах изображены важные события из жизни Николая II, включая коронацию, торжественное открытие музеев и памятников, обретение мощей Серафима Саровского[11].
- Яйцо Наполеоновское — Зуев выполнил шесть портретов-миниатюр гуашью по слоновой кости. Все портреты-миниатюры выполнены в форме экрана, стержни которого выполнены в виде топора, подписаны «Василий Зуев» и датированы 1912 годом[12]
- Яйцо Трёхсотлетие дома Романовых — создано ювелирным домом Фаберже как подарок Николая II на Пасху его супруге, императрице Александре Фёдоровне. Василий Зуев исполнил 18 портретов представителей дома Романовых, написав их акварелью по кости[13].
- Яйцо Екатерина Великая — создано ювелирным домом Фаберже как подарок Николая II своей матери Марии Федоровне на Пасху 1914 года. Василий Зуев нарисовал две прямоугольные миниатюры с аллегорическими сценами искусств и наук французского художника Франсуа Бушэ[14].
- Яйцо Красный крест с портретами — в качестве сюрприза была изготовлена шарнирная, сворачиваемая ширма с пятью овальными миниатюрами, изготовленными из перламутра и акварели на слоновой кости. На портретах работы Зуева изображены члены семьи императора Николая II в форме медицинских сестёр[15].
- Яйцо Военное стальное — сюрпризом яйца является мольберт с акварельной миниатюрой, спрятанные внутри яйца. На миниатюре работы Зуева изображены император Николая II и царевич Алексей на позиции русских войск[16].

Также Василий Зуев возможно является автором миниатюр для Мозаичного яйца и яйца Орден Святого Георгия.

## Память
- 3 декабря 2015 года в Чердаклах открылся музей в двухэтажном здании районного Дома творчества[17].
- В 2020 году Министерство связи России выпустило ХМК — «Ульяновская область. Василий Иванович Зуев 1870—1941. художник-миниатюрист ювелирной фирмы Фаберже»[18].